# The Man from Glengarry
The Man from Glengarry er en amerikansk stumfilm fra 1922 af Henry MacRae.

## Medvirkende
- Anders Randolf som Big MacDonald
- Warner Richmond som Ronald MacDonald
- Pauline Garon som Mamie St. Clair
- Harlan Knight som Alexander Murray
- Marian Swayne som Kate Murray
- E.L. Fernandez som Louis Lenoir